# 41.ª Brigada Mixta (Ejército Popular de la República)
La 41.ª Brigada Mixta fue una unidad del Ejército Popular de la República que combatió durante la Guerra Civil Española. A lo largo de la contienda estuvo presente en el frente de Madrid, sin tener un papel relevante.

## Historial
La unidad fue creada el 26 de noviembre de 1936 en el frente madrileño, a partir de la columna mandada por el teniente coronel Emilio Bueno Núñez del Prado. La nueva unidad, que quedó integrada en la 4.ª División, siguió bajo el mando del teniente coronel Bueno, con el socialista Daniel Pool Gómez como comisario político y con el oficial de milicias Martínez Roldán como jefe de Estado Mayor.
En febrero de 1937 la 41.ª BM se hallaba desplegada en Vallecas, siendo enviada el día 14 —en plena batalla del Jarama— a defender el puente de Arganda. Luego relevaría a la 1.ª Brigada Mixta en el Espolón de Vaciamadrid. En julio intervino en la batalla de Brunete, inicialmente como unidad de reserva, y posteriormente participando de lleno en los combates. Tras el final de las operaciones en Brunete la brigada pasó a cubrir el Vallecas-Villaverde, donde permaneció el resto de la contienda.
En marzo de 1939, durante el golpe de Casado, la unidad apoyó a las fuerzas «casadistas» y tomó parte en el asalto al Ministerio de la Guerra.

## Mandos
Comandantes
- teniente coronel Emilio Bueno Núñez del Prado;[3][4]
- mayor de milicias Juan M.ª Oliva Gumiel;[5]
- mayor de milicias Manuel Vizoso Esteban;
- capitán de milicias Eusebio Serna Fernández;

Comisarios
- Daniel Pool Gómez, del PSOE;
- Arsenio Otero García, del PSOE;
- Camilo Rodríguez Corbacho;

Jefes de Estado Mayor
- oficial de milicias Martínez Roldán;
- capitán de milicias Eusebio Sema Fernández;
- capitán de milicias Tomás López de la Vieja Gertrudis;